# Ferdinand Gottschalk

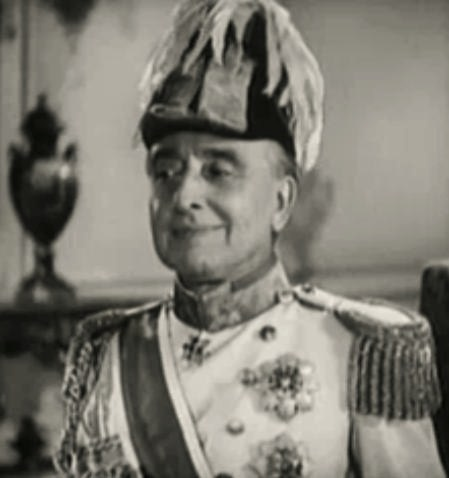
Ferdinand Gottschalk i en film 1934.

Ferdinand Gottschalk, född 28 februari 1858 i London, England, död där 10 november 1944, var en engelsk skådespelare som hade en framgångsrik karriär i Kanada och USA. Han medverkade från 1890-talet och fram till 1935 i åtskilliga Broadwayföreställningar och gjorde roller i över 75 filmer.

## Filmografi, urval
- 1932 – Grand Hotel
- 1932 – I korsets tecken
- 1933 – Ex-Lady
- 1933 – Gengångaren på Berkeley Square
- 1933 – Genom nyckelhålet
- 1934 – Hög hasard
- 1934 – Nana
- 1934 – Madame Du Barry
- 1935 – Mannen som sprängde banken i Monte Carlo
- 1937 – Café Metropole